# Кочкуши
Кочкуши  — село в составе Отрадненского сельского поселения Чамзинского района Республики Мордовия.

## География
Находится на расстоянии примерно 9 километров по прямой на северо-запад от районного центра поселка  Чамзинка.

## История
Известно с 1774 года. В 1863 году было учтено как удельная деревня Ардатовского уезда из 85 дворов. В 1882 году была построена деревянная Троицкая церковь. Население в начале XX века более 1300 человек.

## Население
Постоянное население составляло 73 человека (русские 92%) в 2002 году, 72 в 2010 году .